# Fédération coréenne pour un mouvement écologiste
Principale organisation de défense de l'environnement en Corée du Sud, la Fédération coréenne des mouvements écologistes (FCEM, acronyme anglais : KFEM pour Korea Federation for Environmental Movements, en coréen Hoangyeong undong yeonhap 환경운동연합) est issue de la fusion, en 1993, de plusieurs organisations créées antérieurement.
Présidée par Choi Yul, la FCEM regroupe 85 000 membres dans 47 branches régionales. Elle compte une soixantaine de spécialistes.
Depuis juin 1998, la FCEM est dotée d'un statut consultatif auprès du Conseil économique et social des Nations unies. À ce titre, elle a participé à des programmes de coopération régionale, notamment pour la protection de la forêt indonésienne. L'organisation est le membre coréen des Amis de la Terre (Friends of the Earth).